# Shueyville
Shueyville är en ort i Johnson County i Iowa. Vid 2010 års folkräkning hade Shueyville 577 invånare.